# Oswald Kollreider
Oswald Kollreider (* 27. Jänner 1922 in St. Oswald, Gemeinde Kartitsch; † 19. Juli 2017 in Strassen) war ein österreichischer Maler.

## Leben
Der Bergbauernbub machte nach der Pflichtschulzeit ab 1938 eine Lehre als Maler und Anstreicher in Sillian. 1940 wurde er zur Wehrmacht eingezogen und musste zunächst Arbeitsdienst in Frankreich leisten. Im Sommer 1943 wurde er an der Ostfront schwer verwundet und verlor unter anderem zwei Finger der rechten Hand. Als Invalide zurückgekehrt, bestand er 1944 die Aufnahmsprüfung an der Akademie der Bildenden Künste Wien. Bis zum Ende des Studienbetriebes aufgrund der Bombardierung des Akademiegebäudes 1945 studierte er bei Carl Fahringer. Von 1945 bis 1947 besuchte er die Mal- und Zeichenschule Toni Kirchmayr in Innsbruck. Anschließend studierte wieder an der Wiener Akademie bei Sergius Pauser und Herbert Boeckl und schloss 1951 mit dem Diplom ab. 1951/1952 arbeitete er als Grubenschlosser und Grubenmaler im Ruhrgebiet, wo er sich erstmals mit dem Sgraffito auseinandersetzte und von Öl- auf Temperamalerei umstieg.
Schon Ende der 1940er Jahre hatte Kollreider die ersten Ausstellungen und bekam erste Aufträge, in der Anfangszeit wurde er als Kopist von Egger-Lienz-Gemälden geschätzt. Dank Kontakten in diplomatische Kreise konnte er bereits 1958/59 seine erste Studienreise in die Türkei unternehmen, ihr folgten zahlreiche weitere Reisen unter anderem nach Spanien, Italien, Israel, Asien und Südamerika. Kollreider hatte Ausstellungen in Lienz, Innsbruck, Luxemburg, Den Haag und im Diözesanmuseum Brixen. Ab 1960 lebte er zusammen mit seiner Schwester Theresia, die ebenfalls künstlerisch tätig war, in Strassen.
Zu Kollreiders Werken zählen Porträts, insbesondere aus der Arbeitswelt und dem bäuerlichen Milieu, Akte, Landschafts- und Blumenbilder, sowie religiöse Motive in Kohle, Aquarell, Tempera und Öl. Daneben schuf er zahlreiche Werke, insbesondere Sgraffiti, im öffentlichen Raum.

## Auszeichnungen
- Silbernes Ehrenzeichen für Verdienste um die Republik Österreich, 1978
- Ritterkreuz des Päpstlichen Silvesterordens, 1981
- Goldenes Ehrenzeichen der Gemeinde Kartitsch, 1982
- Ehrenbürger der Gemeinde Strassen, 1985
- Verdienstmedaille des Landes Tirol, 1986
- Berufstitel Professor, 1987
- Ehrenbürger von Hajós (Ungarn), 1992
- Verdienstkreuz des Landes Tirol, 2015[1]

## Werke

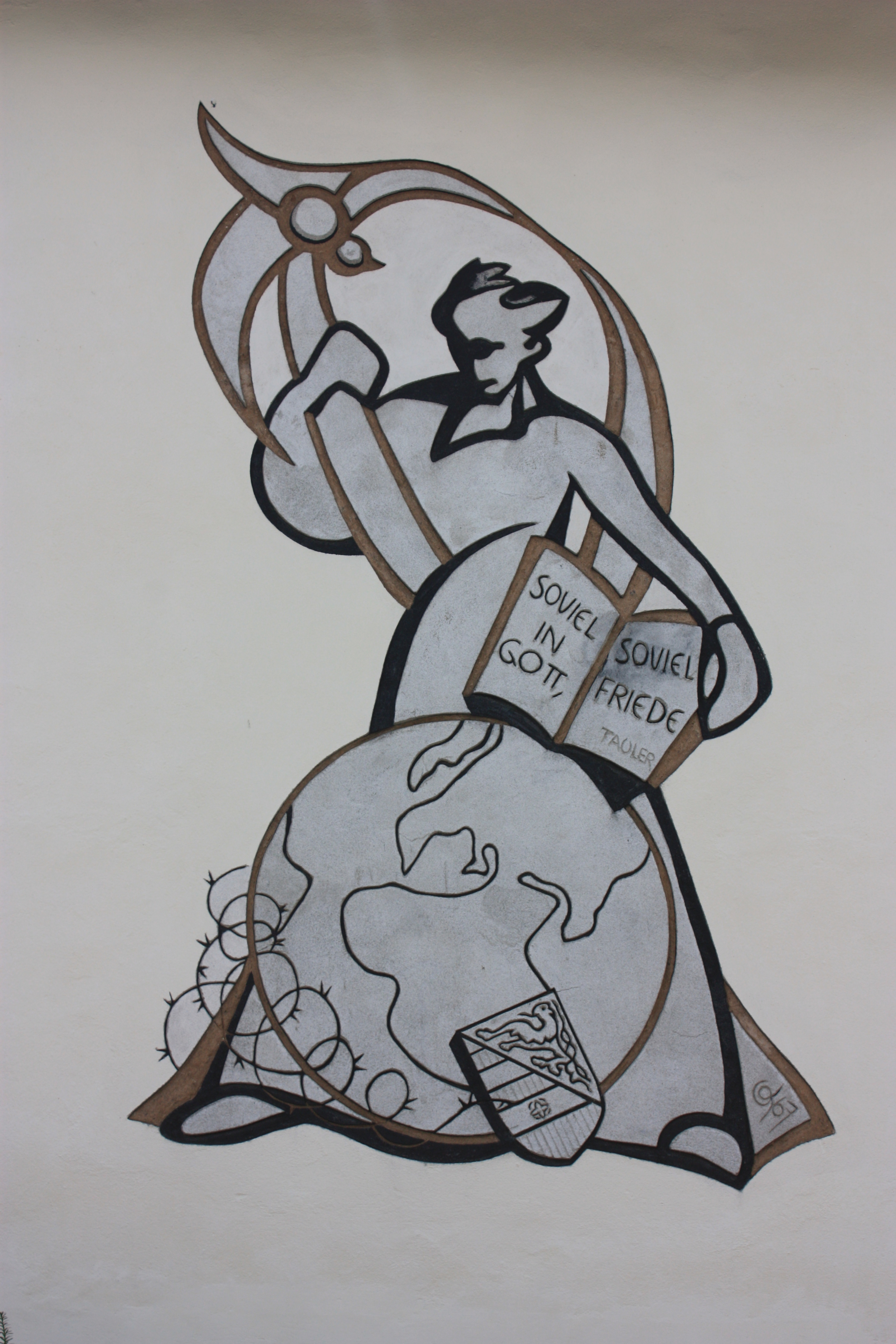
Hl. Andreas, Sgraffito am Dekanatswidum in Lienz, 1967

- Sgraffito hl. Martin, Dekanalamt Lienz, 1955[2]
- Sgraffito, Volksschule Prägraten, 1955[3]
- Sgraffito Drei Musikanten, Friedenssiedlung, Lienz, 1956[4]
- Fassadenfresko Auferstehung Christi, Filialkirche St. Oswald, 1960[5]
- Sgraffito Hl. Dreifaltigkeit, Kriegerdenkmal Kartitsch, 1964[6]
- Sgraffito hl. Andreas, Dekanatswidum St. Andrä, Lienz, 1967[7]
- Wandgemälde Sterben des Kriegers in Glauben und Heimatliebe, Friedhofskapelle Unterassling, 1969[8]
- Wandgemälde hl. Bartholomäus, Platzerkapelle, Abfaltersbach, 1973–1975[9]
- Wandbilder Pietà und Auferstandener, Kriegergedächtniskapelle Gschnitz, 1975[10]
- Wandmalerei Spielende, lernende Kinder um Mariensäule, Volksschule Kartitsch, 1975[11]
- Fassadenmalereien Fuhrwerk, hl. Dreifaltigkeit, Putten, Sonnenuhr, Strasserwirt, Strassen, 1978[12]
- Fresko Guter Hirte am Turm, Filialkirche Strassen, 1979[13]
- Wandmalerei hl. Florian, Feuerwehrgerätehaus Sillian, 1985[14]
- Wandgemälde Auferstandener, Friedhofskapelle Gaimberg, 1986[15]
- Sgraffiti mit Passionsszenen in der Friedhofsmauer, Gaimberg, 1986[16]